# Hilara gooti
Hilara gooti är en tvåvingeart som beskrevs av Chvala 1999. Hilara gooti ingår i släktet Hilara och familjen dansflugor. Arten har ej påträffats i Sverige. Inga underarter finns listade i Catalogue of Life.